# Sapintus argenteofasciatus
Sapintus argenteofasciatus is een keversoort uit de familie snoerhalskevers (Anthicidae). De wetenschappelijke naam van de soort is voor het eerst geldig gepubliceerd in 2003 door Telnov.